# 899 Jokaste
A 899 Jokaste (ideiglenes jelöléssel 1918 EB) a Naprendszer kisbolygóövében található aszteroida. Max Wolf fedezte fel 1918. augusztus 3-án, Heidelbergben.